# Pawłowice Małe (stacja kolejowa)
Pawłowice Małe – węzłowa stacja kolejowa, położona w Pawłowicach Małych, w Polsce. Stacja została oddana do użytku 15 października 1884 wraz z otwarciem linii kolejowej Legnica – Złotoryja

## Położenie
Stacja jest położona na południowy wschód od wsi Pawłowice Małe (poza zwartą linią zabudowy) i na zachód od Huty Miedzi Legnica, przy drodze wojewódzkiej nr 364. Administracyjnie jest ona położona w województwie dolnośląskim, w powiecie legnickim, w gminie Krotoszyce.
Stacja jest zlokalizowana na wysokości 173 m n.p.m.

## Linie kolejowe
Stacja Pawłowice Małe ma charakter stacji węzłowej. Z niej rozpoczynają się lub przebiegają następujące linie:
- 284 Legnica – Jerzmanice-Zdrój (d. Legnica – granica państwa; 7,259 km),
- 972 Pawłowice Małe – Pawłowice Małe Fabryczny (towarowa bocznica szlakowa do Huty Miedzi Legnica; 0,000 km).

Układ torowy stacji to tor główny zasadniczy, 2 tory główne dodatkowe oraz 2 tory przy placu ładunkowym i rampie.

## Infrastruktura
Na stacji znajdują się:
- budynek dworca kolejowego z nastawnią,
- nastawnia wykonawcza,
- szalet,
- plac ładunkowy z rampą boczno-czołową.

## Połączenia
| Okres   | Stacja docelowa                                                      | Liczba połączeń | Źródło |
| ------- | -------------------------------------------------------------------- | --------------- | ------ |
| 1946/47 | Legnica Złotoryja                                                    | 2               | [ 6 ]  |
| 1970/71 | Legnica Marciszów Lwówek Śląski Chojnów Jelenia Góra Świeradów Zdrój | 10 6 2 1        | [ 7 ]  |
| 1990/92 | Legnica Marciszów Jelenia Góra                                       | 10 6 4          | [ 8 ]  |
| 2008/09 | Jerzmanice Zdrój Wrocław Główny                                      | 3               | [ 9 ]  |